# Banach-Saks-Eigenschaft
Die Banach-Saks-Eigenschaft, benannt nach Stefan Banach und Stanisław Saks, ist eine mathematische Eigenschaft aus der Theorie der Banachräume. Sie sichert zu einer beschränkten Folge die Existenz einer Teilfolge, die im arithmetischen Mittel konvergiert.

## Definition und Motivation
Ein  Banachraum {\displaystyle X} hat die Banach-Saks-Eigenschaft, wenn jede beschränkte Folge
{\displaystyle (x_{m})_{m}} in {\displaystyle X} eine Cesàro-konvergente Teilfolge {\displaystyle (x_{m_{n}})_{n}} hat, das heißt, wenn es ein {\displaystyle x\in X} gibt mit {\displaystyle {\Big \|}{\frac {1}{N}}\sum _{n=1}^{N}x_{m_{n}}-x{\Big \|}\rightarrow 0}.
Die Banach-Saks-Eigenschaft wird von vielen Autoren mit BSP (Banach-Saks property) abgekürzt.
Nach einem bekannten Satz von Mazur kann man den Grenzwert einer schwach-konvergenten Folge durch Konvexkombinationen der Folgenglieder in der Normtopologie approximieren. Dabei stellt sich die Frage, ob man dies, zumindest nach Übergang zu einer Teilfolge, sogar durch das arithmetische Mittel erreichen kann. Wenn man ohnehin zu Teilfolgen übergehen muss, so kann man versuchen, statt der schwach-konvergenten Folgen beschränkte Folgen zu betrachten, denn, zumindest in reflexiven Räumen, in denen die Einheitskugel bekanntlich schwach-kompakt  und daher nach dem Satz von Eberlein–Šmulian sogar schwach-folgenkompakt ist, kann man aus beschränkten Folgen schwach-konvergente Teilfolgen auswählen. Diese Überlegungen führen dann zu der oben gegebenen Definition.

## Beispiele
- Hilberträume haben die Banach-Saks-Eigenschaft.
- Die Lp([0,1])-Räume, {\displaystyle 1<p<\infty }, haben die Banach-Saks-Eigenschaft.
- S.Kakutani: Gleichmäßig konvexe Räume haben die Banach-Saks-Eigenschaft, die Umkehrung gilt nicht.
- Nach einem Satz von T. Nishiura and D. Waterman sind  Banachräume mit der Banach-Saks-Eigenschaft reflexiv, die Umkehrung gilt nicht. Man hat daher folgende Einordnung

- Nicht-reflexive Räume, wie etwa die Folgenräume {\displaystyle c_{0}} oder {\displaystyle \ell ^{1}}, sind daher Beispiele für Banachräume ohne Banach-Saks-Eigenschaft.

## Vererbung
- Die Banach-Saks-Eigenschaft vererbt sich auf abgeschlossene Unterräume und Quotientenräume.
- Ist umgekehrt {\displaystyle X} ein Banachraum mit einem abgeschlossenen Unterraum {\displaystyle Y}, so dass {\displaystyle Y} und {\displaystyle X/Y} die Banach-Saks-Eigenschaft haben, so hat auch {\displaystyle X} die Banach-Saks-Eigenschaft.
- Ist {\displaystyle X} ein Banachraum mit der Banach-Saks-Eigenschaft und ist {\displaystyle Y} ein zu {\displaystyle X} isomorpher Banachraum, so hat auch {\displaystyle Y} die  Banach-Saks-Eigenschaft. Für gleichmäßig konvexe Räume gilt diese Vererbungseigenschaft nicht, denn gleichmäßige Konvexität ist eine Eigenschaft der Norm.
- Die Banach-Saks-Eigenschaft vererbt sich nicht auf den Dualraum.

## Verwandte Begriffe

### Diep-Banach-Saks-Eigenschaft
Ein Banachraum hat die {\displaystyle p}-Banach-Saks-Eigenschaft, wenn jede beschränkte Folge {\displaystyle (x_{m})_{m}} in {\displaystyle X} eine Teilfolge {\displaystyle (x_{m_{n}})_{n}} enthält, für die es ein {\displaystyle x\in X} und eine Konstante {\displaystyle C>0} gibt mit
{\displaystyle \left\|\sum _{n=1}^{N}(x_{m_{n}}-x)\right\|\leq C\cdot N^{\frac {1}{p}}} für alle {\displaystyle N\in \mathbb {N} }. (Die Konstante {\displaystyle C>0} kann dabei von der betrachteten Folge abhängen, nicht aber von {\displaystyle N}.)
Aus der {\displaystyle p}-Banach-Saks-Eigenschaft, {\displaystyle p>1}, folgt die Banach-Saks-Eigenschaft, denn {\displaystyle \left\|{\frac {1}{N}}\sum _{n=1}^{N}x_{m_{n}}-x\right\|={\frac {1}{N}}\left\|\sum _{n=1}^{N}(x_{m_{n}}-x)\right\|\leq {\frac {1}{N}}\cdot C\cdot N^{\frac {1}{p}}=C\cdot N^{{\frac {1}{p}}-1}\rightarrow 0}.
Stefan Banach und Stanisław Saks haben in ihrer 1930er Arbeit im Wesentlichen gezeigt, dass die Lp([0,1])-Räume für {\displaystyle 1<p<\infty } die heute so genannte p-Banach-Saks-Eigenschaft haben. Das ist historisch der Ausgangspunkt für die Untersuchung der Banach-Saks-Eigenschaft.

### Die alternierende Banach-Saks-Eigenschaft
Da Banachräume mit der Banach-Saks-Eigenschaft reflexiv sind, stellt sich die Frage, welche Eigenschaft umgekehrt ein reflexiver Baum haben muss, um die Banach-Saks-Eigenschaft zu haben.
Dabei kommt die hier vorgestellte Eigenschaft ins Spiel: Ein Banachraum {\displaystyle X} hat die alternierende  Banach-Saks-Eigenschaft, wenn jede beschränkte Folge {\displaystyle (x_{m})_{m}} in {\displaystyle X}
eine Teilfolge {\displaystyle (x_{m_{n}})_{n}} besitzt, so dass {\displaystyle \sum _{n=1}^{\infty }(-1)^{n}x_{m_{n}}} bezüglich der Normtopologie konvergiert. M. I. Ostrowskii hat folgende Charakterisierung gezeigt:
- Ein Banachraum hat genau dann die  Banach-Saks-Eigenschaft, wenn er reflexiv ist und die alternierende  Banach-Saks-Eigenschaft hat.

### Die schwache Banach-Saks-Eigenschaft
Ein Banachraum hat die schwache Banach-Saks-Eigenschaft, wenn jede schwache Nullfolge {\displaystyle (x_{m})_{m}} in {\displaystyle X} eine Cesàro-konvergente Teilfolge {\displaystyle (x_{m_{n}})_{n}} hat, das heißt, es gibt ein {\displaystyle x\in X} mit {\displaystyle \left\|{\frac {1}{N}}\sum _{n=1}^{N}x_{m_{n}}-x\right\|\rightarrow 0}.
Da schwache Nullfolgen beschränkt sind, folgt aus der Banach-Saks-Eigenschaft die schwache Banach-Saks-Eigenschaft. Die Räume {\displaystyle L^{1}([0,1])} (bewiesen von W. Schlenk) und die Folgenräume {\displaystyle c_{0}} und {\displaystyle \ell ^{1}} haben die schwache Banach-Saks-Eigenschaft, aber wegen fehlender Reflexivität nicht die Banach-Saks-Eigenschaft.
Der Funktionenraum {\displaystyle C([0,1])} und der Folgenraum {\displaystyle \ell ^{\infty }} sind Beispiele für Banachräume ohne die schwache Banach-Saks-Eigenschaft (Referenz:J. Schreier: Ein Gegenbeispiel zur Theorie der schwachen Konvergenz und Farnum, Nicholas R.:
The Banach-Saks theorem in {\displaystyle C(S)}). Die schwache Banach-Saks-Eigenschaft vererbt sich auf abgeschlossene Teilräume, nicht jedoch auf Quotientenräume.
Auch für die p-Banach-Saks-Eigenschaft gibt es eine schwache Variante: Ein Banachraum hat die schwache {\displaystyle p}-Banach-Saks-Eigenschaft, wenn jede schwache Nullfolge {\displaystyle (x_{m})_{m}} in {\displaystyle X} eine Teilfolge {\displaystyle (x_{m_{n}})_{n}} enthält, für die es ein {\displaystyle x\in X} und eine Konstante {\displaystyle C>0} gibt mit {\displaystyle \left\|\sum _{n=1}^{N}(x_{m_{n}}-x)\right\|\leq C\cdot N^{\frac {1}{p}}}.
Aus der p-Banach-Saks-Eigenschaft folgt die schwache p-Banach-Saks-Eigenschaft, denn schwache Nullfolgen sind beschränkt, und aus der schwachen p-Banach-Saks-Eigenschaft folgt die  schwache Banach-Saks-Eigenschaft, {\displaystyle 1<p<\infty }.